# Alexander McGillivray
Alexander McGillivray (15 décembre 1750 – 17 février 1793), que certains surnommèrent Emperor Of The Creeks (« Empereur des Creeks »),,, est un chef politique et militaire du peuple Creek (Muscogee) à l'époque de la Révolution américaine qui œuvra à l'établissement d'une identité nationale creek et centralisa le pouvoir en ses propres mains afin de mieux résister à la volonté d'expansion américaine sur le territoire creek.

## Jeunesse et famille
Alexander est né Hoboi-Hili-Miko (« Bon Enfant Roi ») à Little Tallassee (ou Little Tallase), un village creek, en Alabama, sur la Coosa River. Son père, Lachlan McGillivray, était un négociant en fourrures écossais (né à Dunmaglass (en), le fief historique du Clan MacGillivray (en)) et grand propriétaire terrien (4000 hectares) en Géorgie. Sa mère, Sehoy (II) Marchand, était la fille de Jean Baptiste Louis DeCourtel Marchand (en), un officier français du Fort Toulouse, et de Sehoy (I), une princesse creek du Clan du Vent. Le peuple Creek, comme de nombreux peuples indiens du sud-ouest se basent sur la lignée maternelle, Alexander est donc reconnu comme membre à part entière du Clan du Vent et passe ses premières années baigné dans la culture du peuple de sa mère. À l'âge de quatorze ans, son père l'emmène étudier à Charleston, où il apprend l'anglais, le latin et le grec.

## Retour parmi son clan
C'est en 1777, qu'Alexander retourne à Little Tallassee, au sein de son clan. Il est alors assistant du Commissaire britannique aux affaires indiennes. C'est là que ses talents de politicien et de meneur d'hommes vont se révéler. Comme l'écrira plus tard Theodore Roosevelt à propos de McGillivray, « il était un diplomate chevronné, un leader né, et peut-être le seul homme capable d'utiliser correctement la corde de sable qu'était alors la confédération Creek. »

## Guerre d'indépendance américaine
Pendant la guerre d'indépendance américaine, McGillivray organise et dirige la participation des Creeks en tant qu'alliés de la Couronne britannique. Il fournit des guerriers aux Britanniques pour combattre les insurgents en Géorgie et pour défendre Pensacola. Il ne parvient jamais cependant à lever des troupes en grand nombre, les Creeks et en particulier leurs chefs sont réticents à s'engager dans cette guerre entre Blancs. McGillivray est plus un politicien qu'un général, pendant cette guerre, il apprend beaucoup et se fait connaître et apprécier des chefs creeks en tentant de les convaincre de soutenir les Britanniques. Sa parfaite connaissance des deux cultures font de lui un interlocuteur idéal au sein du peuple Creek, aussi bien que chez les anglophones.

## Après guerre
Lorsqu'en 1783, les Britanniques reconnaissent l'indépendance des États-Unis et cèdent leurs territoires situés au sud du Canada aux Américains et aux Espagnols, les terres des Creeks se retrouvent englobées dans cette cession. Les Creeks conduits par McGillivray n'acceptent pas cette appropriation de leur territoire. Leur argument principal est qu'ils n'ont, pour leur part, ni combattu ni capitulé face aux Britanniques et que, par conséquent, le roi de Grande-Bretagne ne peut céder des terres qui ne lui appartiennent pas. McGillivray entreprend une longue négociation territoriale avec le gouvernement du tout nouvel État de Géorgie. Pendant les années 1780, il rencontre également les représentants des tribus des Grands Lacs pour leur proposer de s'unir contre la volonté d'expansion américaine et les autorités espagnoles en Floride. Afin de maintenir également une pression militaire sur les Américains, des guerriers creeks attaquent les colonies qui se sont créées sur leur territoire et les Cherokees et Chickamaugas, qu'il a convaincus, font de même. Il doit également négocier au sein même du peuple Creek, certains chefs désirant vendre une partie de leurs terres à la Géorgie. Au nom de l'unité du peuple et du territoire creek, McGillivray envoie des guerriers s'assurer des chefs et de leurs possessions. Par cette action, il brise la dissémination du pouvoir qui existait au sein du peuple creek et le centralise en ses propres mains,.

## Traité de New York
Ses efforts, politiques et militaires, aboutissent en 1789, à une invitation à négocier, à Rock Landing en Géorgie, adressée par le gouvernement américain, mais McGillivray rompt abruptement la négociation. Il envoie ensuite une lettre aux commissaires des États-Unis décrivant ses griefs. George Washington réagit en envoyant un émissaire spécial, le colonel Marinus Willett pour convaincre McGillvray, de venir à New York, alors capitale des États-Unis, pour conclure un traité qui serait négocié directement entre Washington, Henry Knox et les représentants de son peuple.
Pendant l'été 1790, vingt-six chefs creeks, conduits par McGillivray se rendent à New York et signent un traité, au nom des Creeks des villes hautes, centrales et basses, ainsi que des Séminoles composant la Nation Creek. Par ce traité, les Creeks cèdent aux États-unis une part importante de leurs territoires de chasse et acceptent de remettre aux autorités américaines les esclaves en fuite. De leur côté, les États-Unis reconnaissent aux Creeks le droit de punir ceux qui violeraient les frontières de leur territoire. Dans une close secrète de l'accord, McGillivray obtient une commission de brigadier-général de l'US Army et se voit accorder le droit d'importer des marchandises via le port espagnol de Pensacola sans s'acquitter des droits de douane américains.

## Général américain et fin de vie
Après la signature du traité, le général McGillivray prête serment d'allégeance aux États-Unis. Il a obtenu nombre d'honneurs et un bon salaire de la part des Américains, mais à son retour dans ses terres, il traite également avec les Espagnols. Ceux-ci le nomment surintendant-général de la Nation Creek et lui offrent aussi un salaire conséquent.
Pendant l'été 1792, alors qu'il se trouve à Mobile, McGillivray souffre d'une très forte fièvre. Il rentre chez lui à Little River et c'est là qu'il meurt le 17 février 1793.